# La Plus que lente
Pour l’article homonyme, voir Valse lente (Tailleferre).

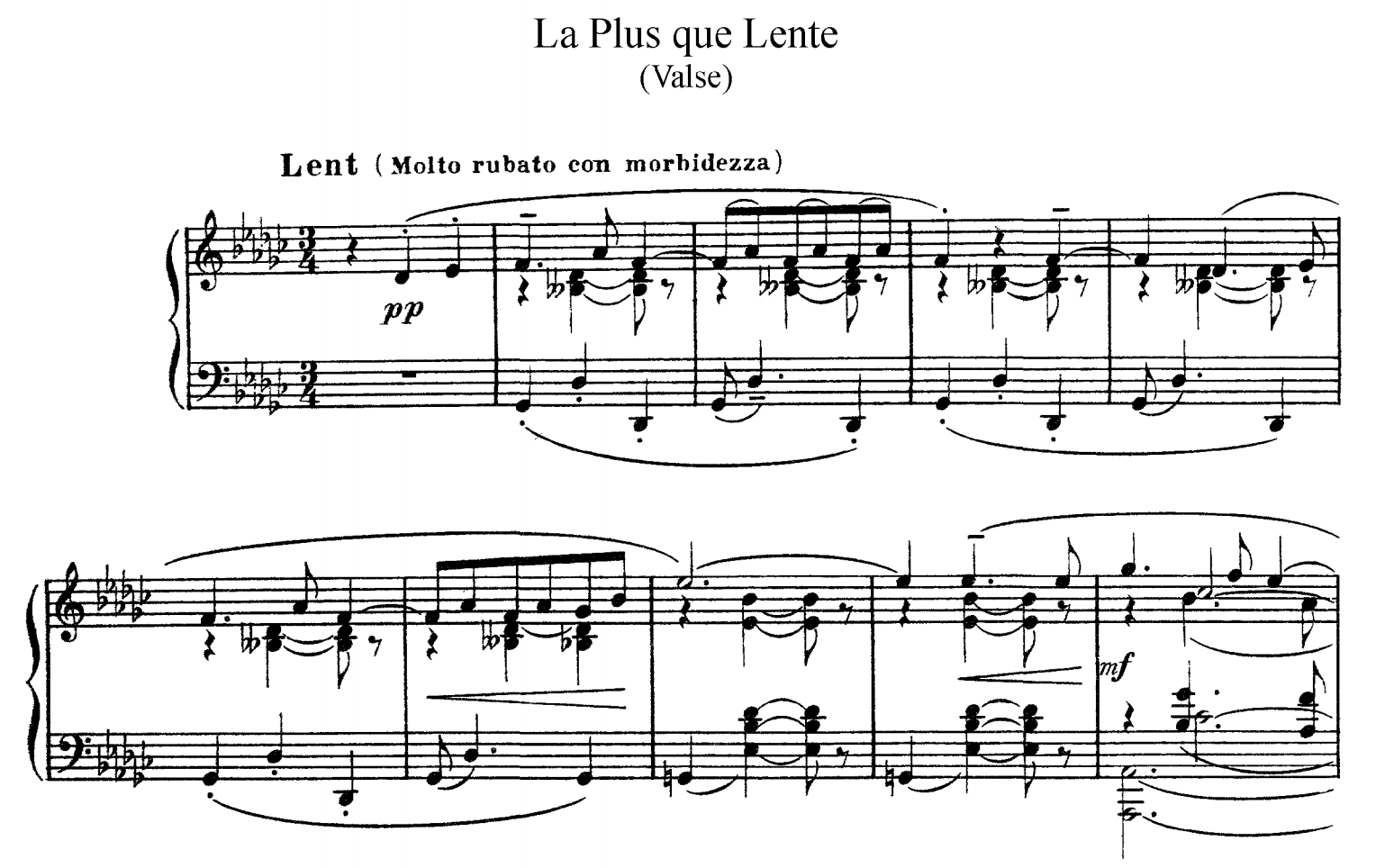
Premières mesures de la Plus que lente

La Plus que lente, L. 121, est une œuvre pour piano seul composée par Claude Debussy. La pièce est parue peu après la publication de son premier livre de Préludes. Elle a été composée en 1910, puis orchestrée par Debussy lui-même pour orchestre à cordes, deux ans plus tard .

## Composition et création
La Plus que lente est composée en 1910, écrite selon Maurice Dumesnil pour Leoni, violon solo de l'orchestre de l'hôtel Carlton à Paris.
L’œuvre est créée le 31 mars 1911 au cercle « La Française » par Mme Delage-Prat.
La partition est éditée par Durand en juillet 1910 et paraît sous le titre de Valse inédite dans Le Figaro du 27 août 1910. Elle est transcrite la même année par Léon Roques pour piano à quatre mains ainsi que pour piano et violon, puis orchestrée par Debussy en 1912 avec deux cadences au choix, pour flûte ou cymbalum.

## Analyse
La Plus que lente est une valse qui, malgré son titre très suggestif au niveau du tempo, ne se veut pas être d'une lenteur extrême. L'indication de tempo molto rubato con morbidezza (très libre, avec douceur) vient nuancer cette lenteur évoquée dans le titre. Debussy faisait plutôt référence au genre de la valse lente (aussi appelé valse anglaise), un type de valse apparu au début du XIXe siècle.
Dans le catalogue des œuvres du compositeur établi par le musicologue François Lesure, la partition porte le numéro L 128 (121).